# Grendel (steenhouwen)

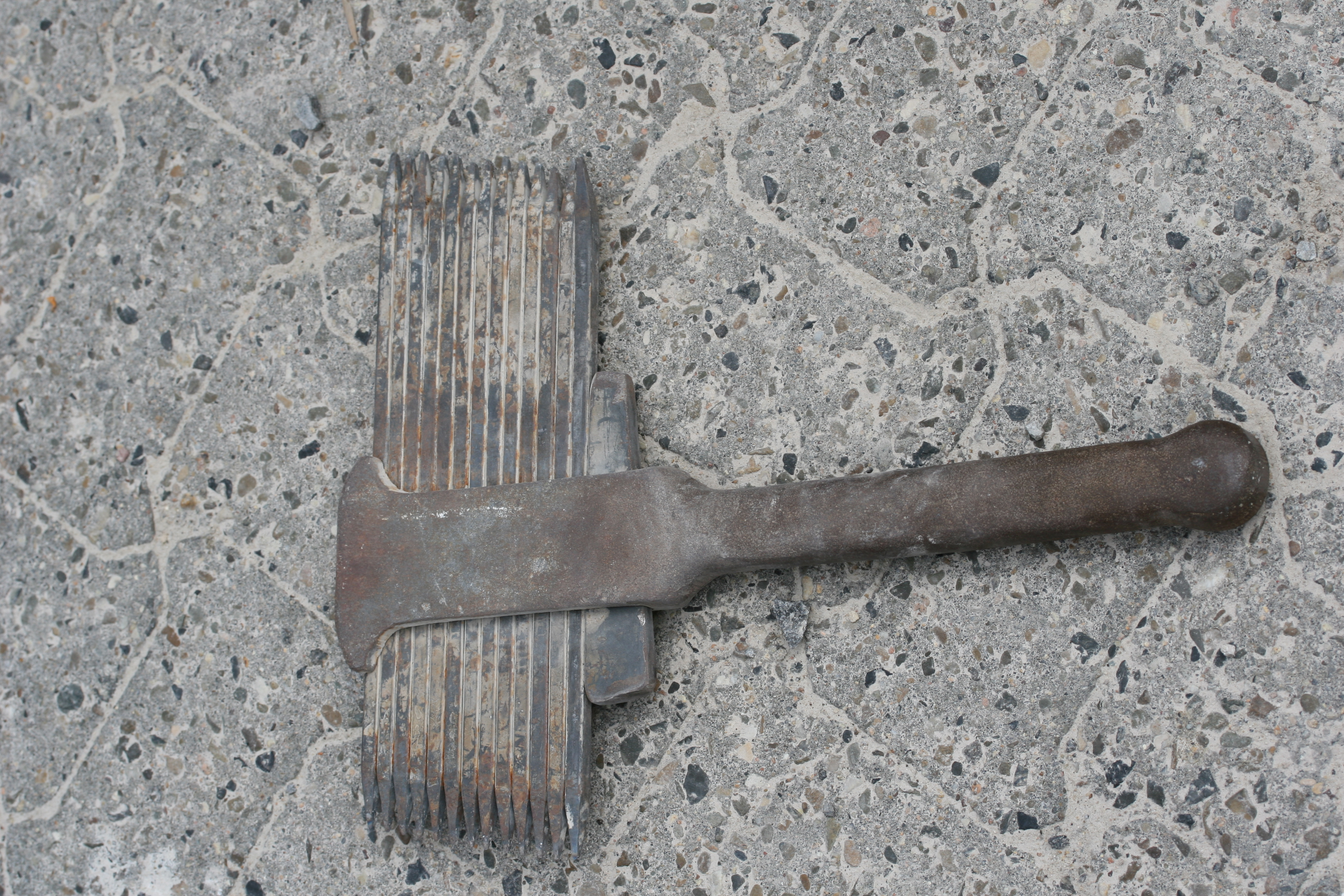
Een grendel

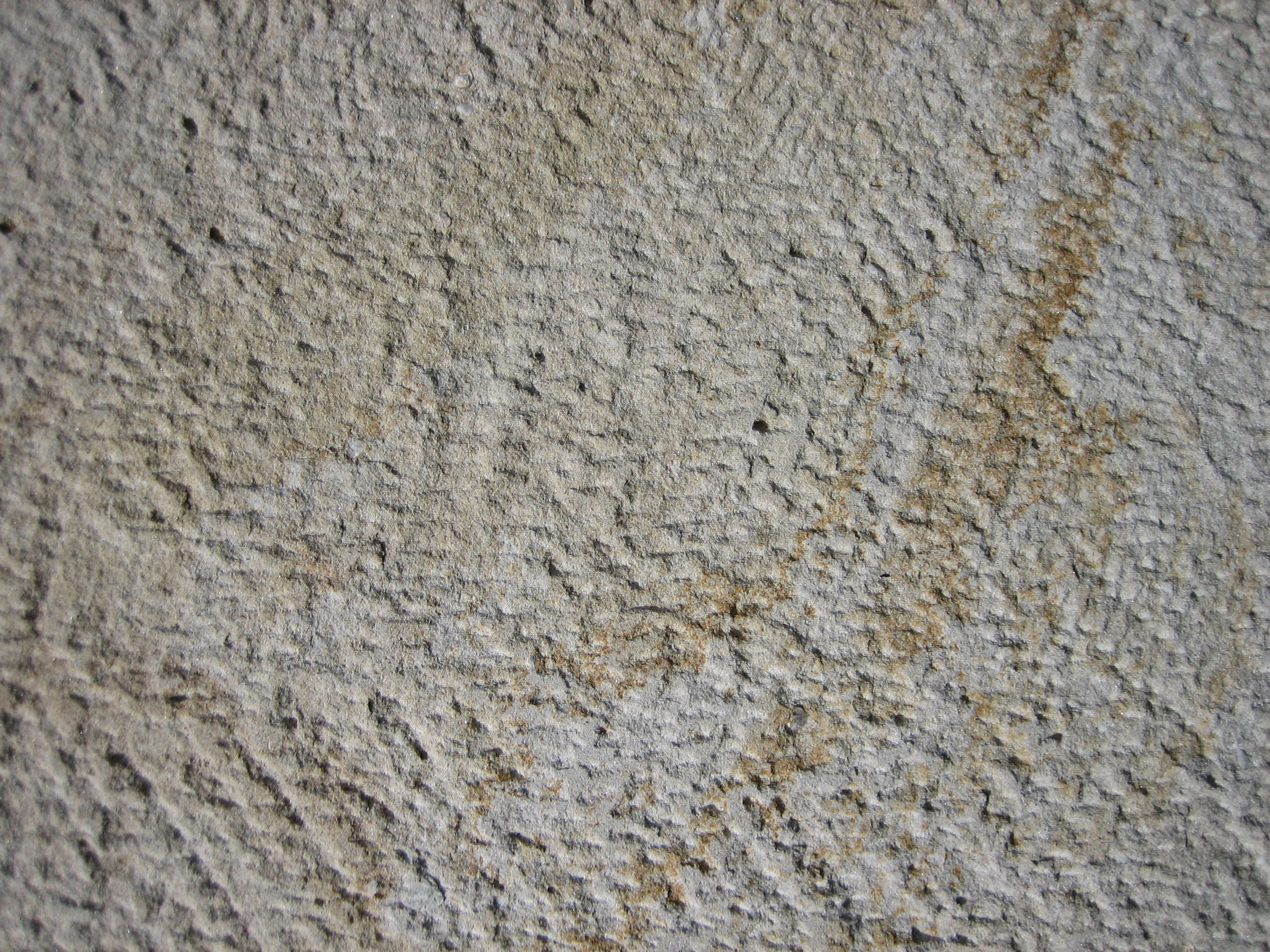
Een met de grendel bewerkt stuk zandsteen

Een grendel, ook wel 'raamijzer', is een stuk handgereedschap van de steenhouwer, te vergelijken met een bundel spitsijzers. In een gietijzeren vatting zijn met een metalen wig tot ongeveer vijftien gehard stalen puntbeitels geklemd, die aan beide einden geslepen zijn. Met dit werktuig kon een steenhouwer snel een ruw breukvlak behakken tot een min of meer egaal vlak. Het eindresultaat lijkt enigszins op een 'geprikt' of gebouchardeerd vlak. Het gereedschap werd voornamelijk in de bewerking van zandsteen gebruikt, maar wegens de grote stofontwikkeling en kans op silicose is dit gereedschap in de steenhouwerswet van 1921 in Nederland verboden.
De grendel is terug te voeren tot het eind van de 17e eeuw; op een Duitse wapensteen met het jaartal 1694 staat een grendel afgebeeld.